# Boo landskommun
Boo landskommun var en tidigare kommun i Stockholms län.

## Administrativ historik
Den 1 januari 1863, när kommunalförordningarna började tillämpas, skapades över hela riket cirka 2 500 kommuner, varav 89 städer, 8 köpingar och resten landskommuner.
Då inrättades i Boo socken i Värmdö skeppslag i Uppland denna kommun
1952 genomfördes den första av 1900-talets två genomgripande kommunreformer i Sverige. Denna påverkade dock inte Boo.
Kommunreformen 1971 innebar att Boo kommun upphörde och lades samman med Nacka kommun år 1971.
Kommunkoden 1952-1967 var 0222 och därefter 0122.

### Kyrklig tillhörighet
I kyrkligt hänseende tillhörde kommunen Boo församling.

## Kommunvapen
Blasonering: I fält av silver ett rött skepp och därunder en röd stam, belagd med tre silverkulor, ordnade två och en.
Vapnet fastställdes 1945.

## Geografi
Boo landskommun omfattade den 1 januari 1952 en areal av 36,13 km², varav 35,10 km² land. Efter nymätningar och arealberäkningar färdiga den 1 januari 1955 omfattade landskommunen den 1 november 1960 en areal av 36,63 km², varav 35,25 km² land.

### Tätorter i kommunen 1960
| Tätort    | Folkmängd |
| --------- | --------- |
| Björknäs  | 5 510     |
| Kummelnäs | 574       |

Tätortsgraden i kommunen var den 1 november 1960 91,1 procent.

## Politik

### Mandatfördelning i valen 1950-1966
| 1 | 12 | 1 | 4 | 2 |

| 18 |

| 2 | 13 | 4 | 6 |

| 23 |

| 4 | 11 | 3 | 4 | 3 |

| 21 | 4 |

| 2 | 12 | 9 | 2 |

| 21 | 4 |

| 3 | 19 | 13 | 5 |

| 33 | 7 |

| 3 | 18 | 6 | 6 | 7 |

| 32 | 8 |

| 2 | 20 | 5 | 7 | 6 |

| 34 | 6 |

| 4 | 17 | 7 | 3 | 4 | 5 |

| 34 | 6 |